# Corpus Iuris Civilis
A glosszátorok korától Corpus iuris civilis néven ismert a római jog első kodifikált gyűjteménye, az ezt alkotó könyvek anyaga azonban először csak 1583-ban, Genfben, a francia humanista jogtudós, Dionysius Gothofredus kiadásában jelentek meg e közös cím alatt, a kifejezés pedig csak ezt követően vált a törvénymű bevett megjelölésévé. A mű a római jog legfontosabb forrása, jelentősége hatalmasnak tekinthető. A művön keresztül lehet a legnagyobb rálátást kapni a megelőző korok római jogára, mivel kevés más jogi forrás maradt fenn.
A római jog kodifikációját I. Iustinianus bizánci császár rendelte el, hogy a jogtudományt is legfőbb céljának, a Római Birodalom újraegyesítésének a szolgálatába állítsa. Célja volt még, hogy a római jog három évszázaddal korábbi aranykorát visszaállítsa, olyan jogot alkotva, amit birodalmában is alkalmazni lehet. Ennek része volt a Codex Theodosianus korszerűsítése is. A római jog kodifikálása során a császár a Bizánci Birodalom két fő jogi iskolájának, a bejrúti- és a konstantinápolyi iskolák eredményeire támaszkodott.
A iustinianusi kodifikáció első könyve, a Codex Iustinianus 529-ben, második könyve, a Digesta (seu Pandectae) 533-ban, harmadik könyve, az Institutiones seu Elementa szintén 533-ban, az utolsó könyv, a Codex Iustinianus repetitae praelectionis 534-ben lépett hatályba. E latinul írott könyvek elkészülte után számos, döntően görög nyelvű császári rendelet (constitutio) született, e rendeletek többsége Iustinianustól származik, magángyűjteményük, a Novellae (ti. constitutiones) a Corpus iuris civilis utolsó része.

## Tartalma

### Codex Iustinianus
528-ban a császár megbízott egy tíztagú tanácsot, hogy a Codex Gregorianus, Codex Hermogenianus és Codex Theodosianus anyagát gyűjtsék össze, és rendszerezzék egy új műben. A bizottságban helyt kapott többek között Theophilus, a konstantinápolyi iskola tanára, és Tribonianus quaestor, aki utóbb a kodifikáció vezetőjévé vált. Az így elkészült mű lett a Codex Iustinanus, melyet 529 áprilisában fejeztek be, és ugyanebben az évben lépett hatályba. A kódex megtiltotta a korábbi kódexekre történő hivatkozást. A Codex Iustinianus szövege nem maradt fenn az utókornak.

### Digesta seu Pandactae
A Codex Iustinianus elkészülte után a császár megbízta Tribonianust, hogy gyűjtse egybe a jogtudósok iratait. A munka könnyítése érdekében 531-ben az 50 legfontosabb constitutiót Iustinianus külön műben, a Quinquanginta decisiones-ban publikálta, ennek szövege azonban nem maradt ránk. Hogy az elkészült mű megfelelő minőségű legyen, és ne legyenek benne ellentmondások és ismétlések, a császár felhatalmazta a bizottságot arra, hogy ahol csak szükségét érzi, módosítson a szövegen, a túlhaladott szabályokat pedig hagyja el. Három év múltán, 533 novemberében készült el a Digesta szövege, amely 50 könyvből, azokon belül címekből és azokon belül pedig töredékekből áll. A töredékek némelyike csupán egymondatos, míg mások akár több bekezdésből is állnak. A Digestában harminckilenc jogtudós műveiből állították össze, ám egyharmada Domitius Ulpianus, egyhatoda Julius Paulus és tizenketted része Aemilius Papinianus munkásságából áll és a Corpus iuris cilivis leghosszabb és legfontosabb része. 533. december 31-én lépett hatályba.

### Institutiones seu Elementa
A Digesta megjelenése után Iustinianus császár három jogtudóst,  Tribonianust, Theophilust és Dorotheust bízott meg azzal, hogy hozzanak létre egy tankönyvet a joghallgatók számára. A mű 533-ban elkészült, rendszere és szövege Gaius Institutioit veszi alapul. 533. december 31-én lépett hatályba. Elkészülte után a művet a császár törvényerőre emelte. Az Institutiones négy könyvből áll, ezek címekre és paragrafusokra tagozódnak.

### Codex Iustinianus repetitae praelectionis
Iustinainus 534-ben egy újabb császári rendeletgyűjteményt bocsátott ki, melyet egy öttagú bizottság állított össze. Az összeállítók itt is jelentős átdolgozást hajtottak végre a rendeletek szövegében, és sokszor lerövidítették azokat.

### Novellae
A három ránk maradt mű elkészítése után sok új rendeletet adott ki a császár, amelyeket ezek nem tartalmaztak. A rendeletek nyelve az esetek döntő többségében görög volt. Ezeket magánszemélyek gyűjtötték össze és foglalták egybe.

## Alkalmazása Bizáncban
Összeszedettsége ellenére a kodifikáció joganyaga nem vált kizárólagosan alkalmazott joggá az összes bizánci bíróságon. Ennek három fő oka ismeretes. Az első az, hogy a Corpus iuris civilis fejlett gazdasági viszonyokat vett alapul, amely a Bizánci Birodalom területének döntő részén nem valósult meg, kizárólag a városokban. A második az, hogy míg a Birodalomban a beszélt nyelv többnyire a görög volt, addig a törvényszövegek latinul íródtak, így sokak számára nehezen vagy egyáltalán nem voltak érthetőek. A harmadik okként pedig a helyi jogok maradványainak erős hatása a vidéki bírói jogalkalmazásra említhető meg. A Digestát (a császár kifejezett tiltása ellenére, melyben arra hivatkozott, hogy minden kristálytisztán le van írva) még Iustinianus idejében kommentárokkal látták el, amelyekhez utóbb indexeket készítettek, és a törvényművet még évszázadokon keresztül kommentálták és kivonatolták.
A második problémát többen is megpróbálták kiküszöbölni. Elsőként az Instituciók szerkesztője, Theopilus írta meg az általa szerkesztett mű görög változatát, mely Paraphrasis néven vált ismertté. Eklogé címmel jelent meg a 8. században egy válogatásgyűjtemény, a korszak bizánci praxisához igazítva, majd Bölcs Leó császár hozzálátott a teljes iustinianusi jog görög nyelvű feldolgozásához. Ennek eredménye lett a Basilika, ami a Digesta, a Codex és a Novellák tartalmát foglalta össze görögül. Ezt görög nyelvű kommentárokkal látták el az idők folyamán, melynek eredményeképp 1345-ben létrejött a Hexabiblosz, mely a görög jog alapjául szolgált az 1940-es polgári törvénykönyv elfogadásáig.

## A szövegek újrafelfedezése
A Corpus iuris civilis nyugaton is elterjedt, azonban a Római Birodalom bukását követő primitív időszakban teljesen kiveszett a nyugati jogéletből. Ennek megfelelően a 12. századi glosszátorok megjelenéséig a Lex Romana Visigothorum barbár törvénykönyv által közvetített Codex Theodosianus volt a római jog legfőbb forrása. A mű újrafelfedezésére csak ezután került sor. A törvényművet már ekkortól kezdve Corpus iuris civilis néven ismerték, ám beosztása eltért a kodifikáció során alkalmazottól.
A Digestát három részre osztották fel: Vetus, Infortiatum és Novum. A legelső az első könyvtől a 24. könyv 2. titulusáig, a második a 24. könyv 3. titulusától a 38. könyvig, a harmadik pedig a 39-től az 50-ig könyvig tartott. Ezt később egybeszerkesztették az Institutiókkal és a Codex Iustinianus első kilenc könyvével. A Codex további három könyvét is felfedezték később, ezt azonban nem szerkesztették hozzá a többihez. A Novella jobb minőségű szövegváltozatának, amit Authenticumnak neveztek, előkerülése után kilenc gyűjteményre osztották azt fel. A világi jogászok mellett az egyháziak is aktívan kutatták a római jogot, azzal próbálva alátámasztani az új tanokat. Ezek közül a Digesta újrafelfedezése volt a legjelentősebb, hiszen innen kaphattak a diákok teljes és pontos képet a római jogról.
A mű szerkezetének kialakításában nagy szerepe volt Dionysius Gothofredus francia humanista jogtudósnak, akinek a nevéhez fűződik az első általánosan elfogadott középkori kiadás összeszerkesztése és nyomtatásban való kiadása. Erre a kiadásra épült mintegy kétszáz éven át az európai közös jog, a ius commune. Gothofredus a Littera Florentina segítségével megtisztította a Corpus iuris civilis szövegét az évszázadok során rárakodó jogászi értelmezésektől, és az eredeti műhöz közel álló alkotást adott közzé. Ez 1583-ban jelent meg Gothofredus kommentárjaival ellátva.